# NK Krško
Nogometni Klub Krško (Español: Fútbol Club Krško) comúnmente conocido como NK Krško o simplemente como Krško, es un club de fútbol esloveno de la ciudad de Krško. El equipo fue fundado en 1922.
Actualmente disputa la 1.SNL. 

## Honores
- Campeón de la 3.SNL: 2001/2002
- Campeón de la 2.SNL:2014/2015